# Município de Rome (condado de Ashtabula, Ohio)
O município de Rome (em inglês: Rome Township) é um município localizado no condado de Ashtabula no estado estadounidense de Ohio. No ano de 2010 tinha uma população de 1.812 habitantes e uma densidade populacional de 29,06 pessoas por km².

## Geografia
O município de Rome encontra-se localizado nas coordenadas 41° 36′ 46″ N, 80° 51′ 18″ O. Segundo a Departamento do Censo dos Estados Unidos, o município tem uma superfície total de 62.36 km², da qual 60,92 km² correspondem a terra firme e (2,32 %) 1,45 km² é água.

## Demografia
Segundo o censo de 2010, tinha 1.812 habitantes residindo no município de Rome. A densidade populacional era de 29,06 hab./km². Dos 1.812 habitantes, o município de Rome estava composto pelo 98,4 % brancos, o 0,61 % eram afroamericanos, o 0,11 % eram amerindios, o 0,39 % eram asiáticos e o 0,5 % eram de uma mistura de raças. Do total da população o 0,5 % eram hispanos ou latinos de qualquer raça.